# Cheap Sex
I Cheap Sex sono stati una band hardcore punk statunitense formata a San Diego, California nel dicembre del 2002.
Subito dopo la formazione pubblicarono una demo con cinque tracce che permise loro di ottenere un contratto con la punkcore records, etichetta con la quale incisero, nel luglio 2003 il loro primo album Launch Off to War. Il loro sound va in controtendenza rispetto a quella che era la scena punk underground di San Diego.
Il primo album ebbe un discreto successo e li portò a fiancheggiare band come 999, Lower Class Brats e Agent Orange in un tour per la West Coast. Dopodiché iniziarono un tour per la East coast durante il quale suonarono anche al leggendario CBGB di New York, ottenendo un buon riscontro di pubblico. Durante questo tour fecero un incidente in cui si ferì gravemente il chitarrista Johnny O., a causa del quale dovettero cancellare le rimanenti date del tour.
Nell'ottobre del 2004 pubblicarono il secondo disco, Headed for a Breakdown, che li riportò in tour per tutti gli Stati Uniti, cosa che faranno anche dopo l'uscita, nel 2006 del terzo album, Written in Blood.
Il 15 marzo del 2007 attraverso un bollettino diffuso via MySpace, il gruppo annuncia lo scioglimento. La Punk Core ha recentemente affermato di voler fare uscire una loro raccolta con b-sides ed inediti.
Mike darà in seguito vita al gruppo Evacuate.
Il 9 agosto 2009 la band far un concerto per la reunion.

## Formazione
- Mike Virus - voce
- Phil DeVill - chitarra
- Johnny O. Negative - chitarra
- Brock - basso
- Gave Sex - batteria

## Discografia
- 2003 - Launch Off to War
- 2004 - Headed for a Breakdown
- 2006 - Written in Blood